# كأس اليونان 1962–63
كأس اليونان 1962–63 (باليونانية: Κύπελλο Ελλάδος ποδοσφαίρου ανδρών 1962-63)‏ هو الموسم 21 من كأس اليونان. أشرف على تنظيمه الاتحاد الإغريقي لكرة القدم، وفاز فيه نادي أولمبياكوس.